# پورتلند (اورگن)
پورتلند (به انگلیسی: Portland) پرجمعیت‌ترین شهر ایالت اورگن در ایالات متحده است که در منطقه شمال غربی اقیانوس آرام واقع شده است. این شهر در بخش شمال غربی ایالت و در محل تلاقی رودخانه‌های ویلامت و کلمبیا قرار دارد و مرکز شهرستان مولتنومه، پرجمعیت‌ترین شهرستان اورگن، محسوب می‌شود. طبق سرشماری سال ۲۰۲۰، جمعیت پورتلند ۶۵۲٬۵۰۳ نفر بوده که آن را به بیست و ششمین شهر پرجمعیت ایالات متحده، ششمین شهر پرجمعیت در سواحل غربی، و دومین شهر پرجمعیت در شمال غربی اقیانوس آرام (پس از سیاتل) تبدیل کرده است. تقریباً ۲.۵ میلیون نفر در منطقه کلان‌شهری پورتلند زندگی می‌کنند که این منطقه را به بیست و پنجمین کلان‌شهر پرجمعیت در ایالات متحده تبدیل کرده است. حدود نیمی از جمعیت ایالت اورگن در منطقه کلان‌شهری پورتلند ساکن هستند.
این شهر با یک دولت مبتنی بر کمیسیون اداره می‌شود که شامل شهردار و چهار کمیسیونر، و همچنین سازمان مترو (تنها سازمان برنامه‌ریزی کلان‌شهری انتخابی مستقیم در ایالات متحده) است. اقلیم پورتلند دارای تابستان‌های گرم و خشک و زمستان‌های خنک و بارانی است. این اقلیم برای پرورش گل‌های رز بسیار مناسب است و بیش از یک قرن است که پورتلند به عنوان "شهر گل‌های رز" شناخته می‌شود.

## ورزش
تیم پورتلند تریلبلیزرز و پورتلند تیمبرز از این شهر هستند.
مشاهیر
- د دندی وارهالز

## نگارخانه

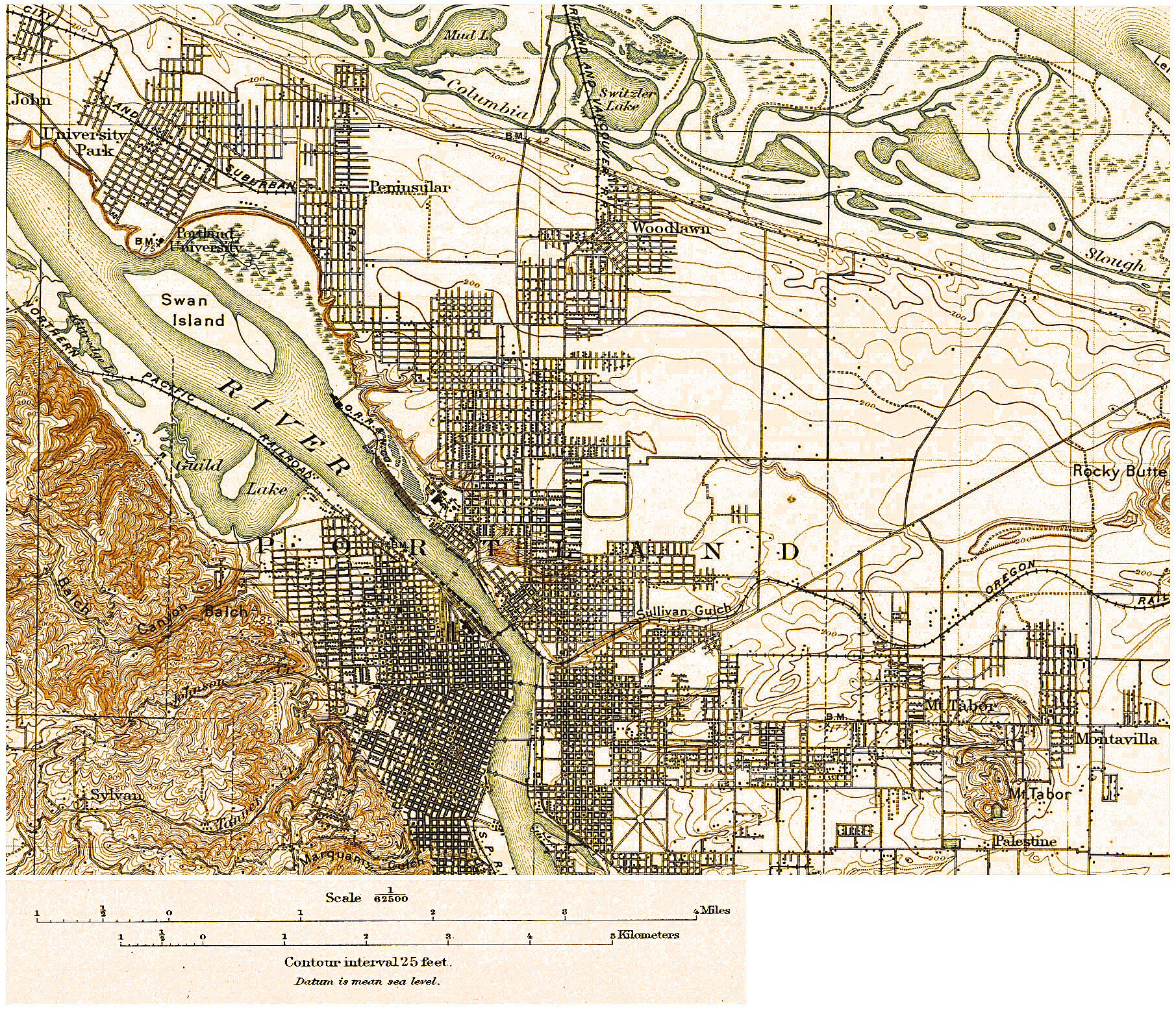
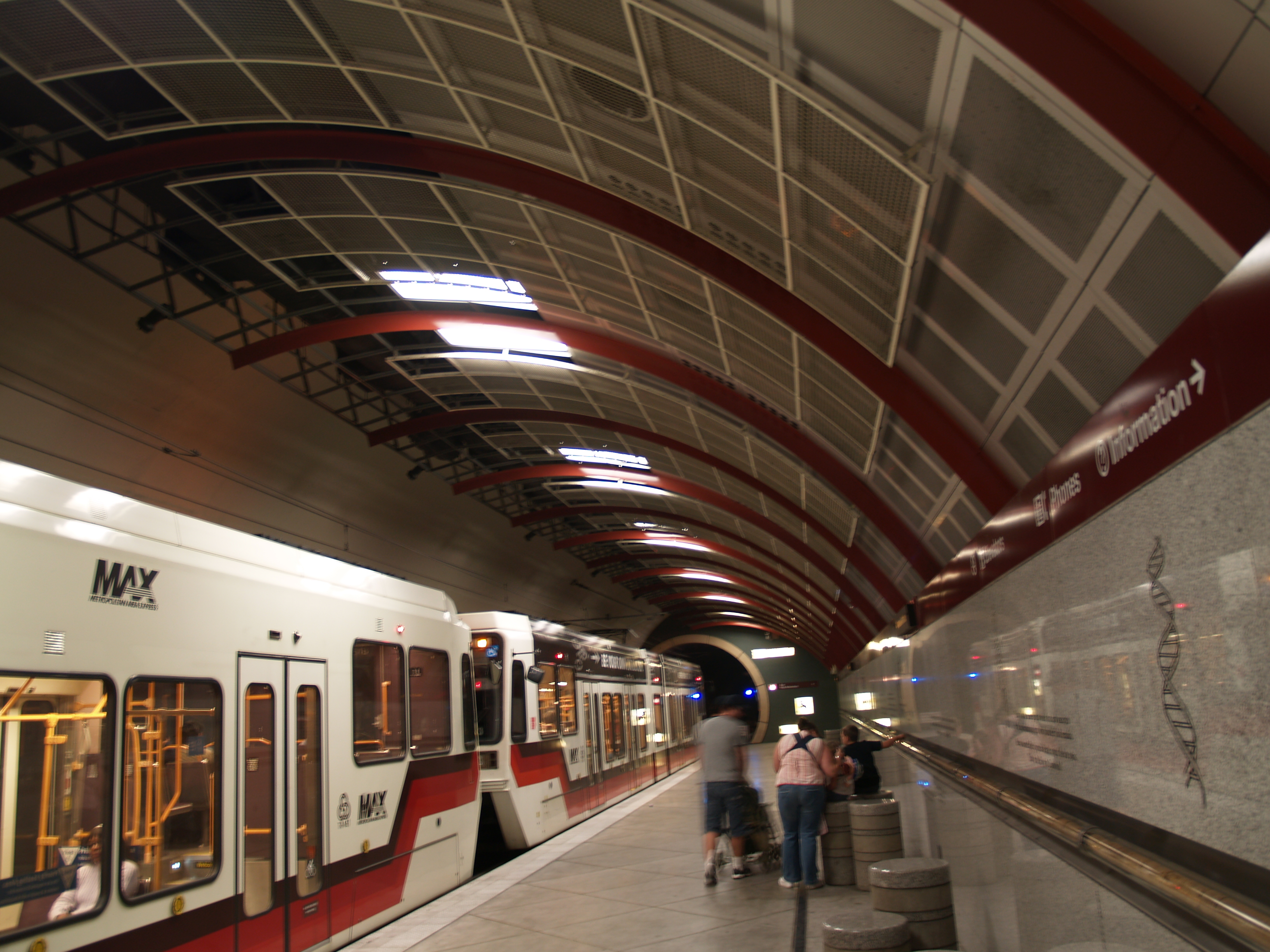
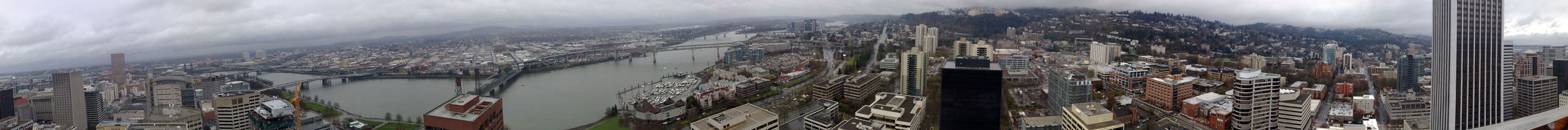
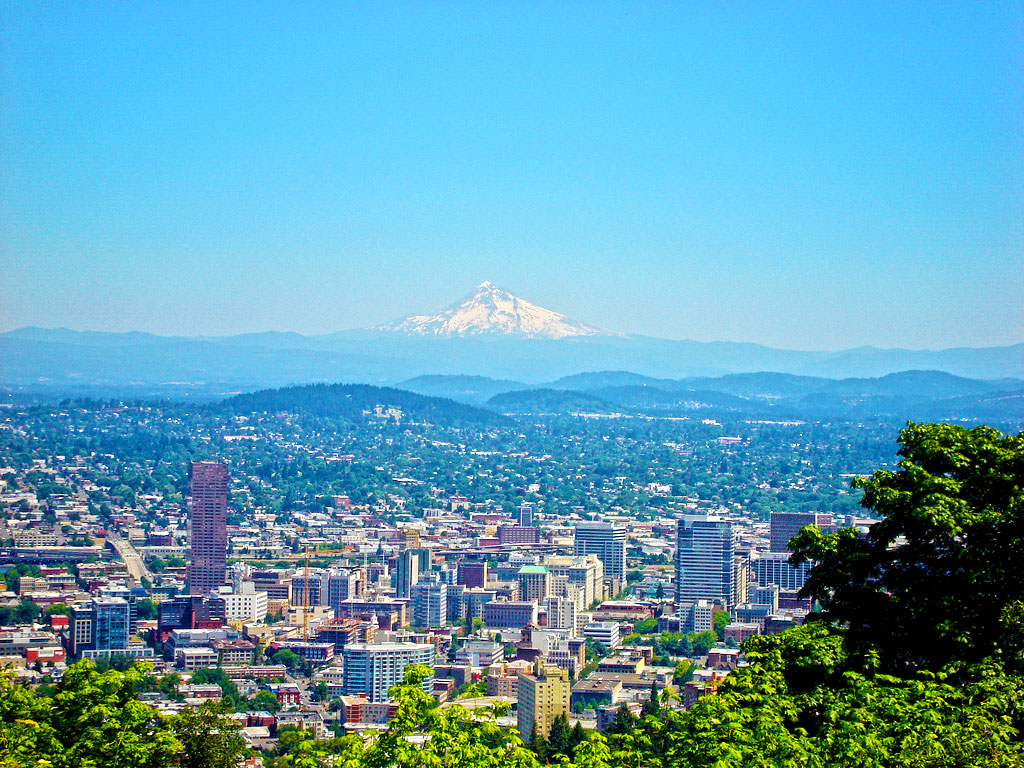

## مراکز علمی-فرهنگی

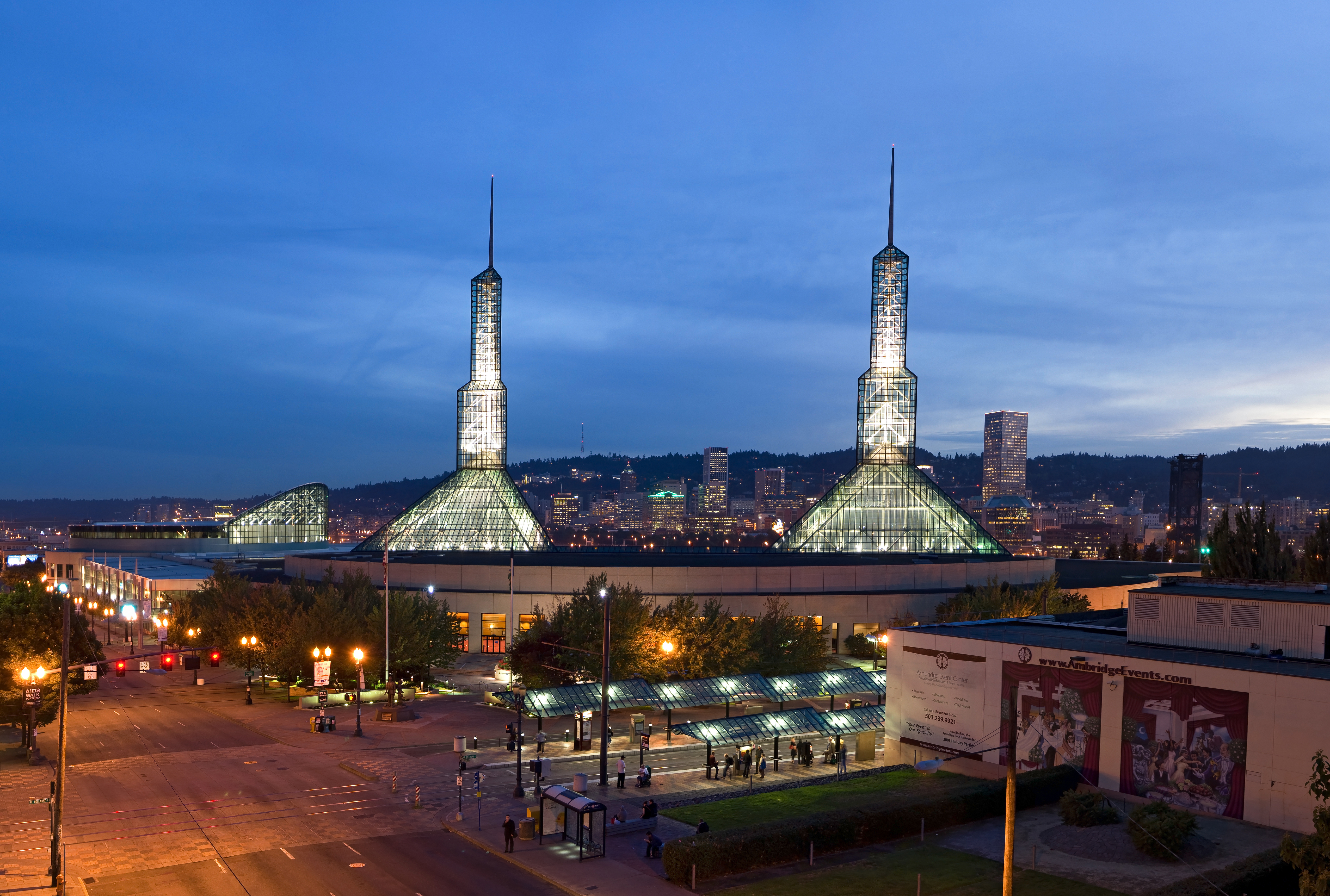
مرکز گردهمایی اورگان یک مرکز گردهمایی در پورتلند، اورگان است. در سال ۱۹۸۹ تکمیل شد و در سال ۱۹۹۰ افتتاح شد، در سمت شرقی رودخانه ویلامت در ناحیه لوید واقع شده است. بیشتر به خاطر برج‌های دوقلوی مناره‌ای که نور را به داخل ساختمان می‌رسانند و بزرگ‌ترین آونگ فوکو جهان است آن را می‌شناسند. این مرکز متعلق به دولت منطقه ای ناحیه پورتلند است و توسط کمیسیون نمایشگاه و تفریح متروپولیتن، یکی از شرکت‌های تابعه مترو اداره می‌شود.

- دانشگاه ایالتی پورتلند